# Erythrogonia hertha
Erythrogonia hertha är en insektsart som beskrevs av Medler 1963. Erythrogonia hertha ingår i släktet Erythrogonia och familjen dvärgstritar. Inga underarter finns listade i Catalogue of Life.